# Parlement van Canada
Het Parlement van Canada (Engels: Parliament of Canada, Frans: Parlement du Canada) is de federale wetgevende macht van Canada, en zetelt in Ottawa, Ontario.
De Canadese grondwet schrijft voor dat het Canadees parlement uit drie onderdelen bestaat: de Soeverein (Sovereign, la Couronne), de Senaat (Senate, le Sénat) en het Lagerhuis (House of Commons, la Chambre des communes). De soeverein wordt meestal vertegenwoordigd door de gouverneur-generaal van Canada, die op advies van de minister-president de 105 leden van de Senaat aanwijst. De 308 leden van het Lagerhuis worden direct verkozen door het volk, waarbij elk lid een kiesdistrict (riding) vertegenwoordigt.
Wetsvoorstellen dienen zowel door het Lagerhuis als door de Senaat te worden goedgekeurd. Het Lagerhuis is het belangrijkste onderdeel van het Canadese Parlement en de Senaat verzet zich zelden tegen de wil van het Lagerhuis. Wetsvoorstellen kunnen in elk van de twee kamers ingediend worden maar alleen in het Lagerhuis kan een wetsvoorstel dat een belasting heft of publieke gelden toewijst worden ingediend.
De rol van de soeverein en gouverneur-generaal zijn in de praktijk vaak ceremonieel, alhoewel ze in theorie een nieuwe wet kunnen weigeren en ook het kabinet naar huis kunnen sturen. De minister-president en het kabinet moeten het vertrouwen van de meerderheid in het Lagerhuis genieten om te kunnen regeren.

## Geschiedenis

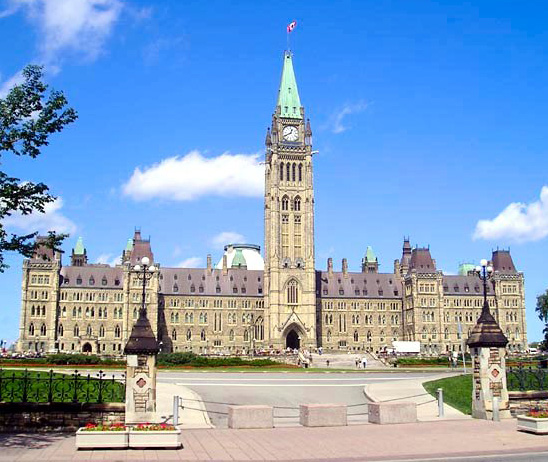
Canadees Parlement, Ottawa.

Het Parlement werd in 1867 opgericht middels de British North America Act van dat jaar en werd gebaseerd op het Britse "Westminster" Model. In tegenstelling tot zijn Britse tegenhanger heeft het Canadese Parlement minder machten daar de provincies aanzienlijke bevoegdheden hebben die niet onder het Federale Parlement vallen. Totdat het Statute of Westminster in 1931 door het Britse Parlement werd aangenomen was het Canadese Parlement geheel onderdanig aan de kroon en het Parlement in Londen. Hierna was het Canadese Parlement in de praktijk zelfstandig maar pas in 1982, na aanname van de Canada Act van dat jaar gaf Londen al zijn bevoegdheden aangaande Canada op.
In het Canadese parlement wordt sinds 1959 simultaan getolkt tussen Engels en Frans.